# 贾森·布里克曼
贾森·亚历山大·布里克曼（1991年11月19日—）為菲律賓裔美國男子籃球運動員，場上位置為控球後衛。

## 早年與個人生活
布里克曼出生於美國德克萨斯州聖安東尼奧。布里克曼的母親伊麗莎白（Elizabeth Soriano-Brickman）生於菲律賓马尼拉，外祖父來自菲律賓新怡詩夏省，外祖母則來自菲律賓邦阿西楠省，伊麗莎白在布里克曼出生前已成為美國公民。布里克曼的父親布魯斯（Bruce Brickman）就讀林肯學院時在校隊擔任控球後衛，成為註冊護士的布魯斯於1980年代在芝加哥醫院工作時與住院医师伊麗莎白結識。布里克曼與哥哥喬丹以及弟弟賈斯汀試過足球、棒球和網球，三兄弟升上中學時決定投入籃球，喬丹替美国海军学院打過一個賽季，賈斯汀則代表布萊恩特大學出賽。
2014年起布里克曼持有菲律賓護照。2019年布里克曼與巴西籍模特兒萊拉·米克利諾（Layla Miquelino）步入禮堂。

## 學生生涯
布里克曼在十年級時轉學到湯姆·C·克拉克高中，十一和十二年級時入選德克薩斯州籃球教練協會（Texas Association of Basketball Coaches）全明星陣容，十二年級參加南帕德里邀請賽（South Padre Invitational）獲選賽會MVP。2009年9月布里克曼承諾就讀長島大學。大一球季布里克曼以180次助攻數寫下東北聯盟菜鳥賽季總助攻數新紀錄，大二以249次助攻數超越查尔斯·琼斯刷新隊史單季總助攻數。布里克曼在2013年以及2014年分別以場均8.5助攻、10助攻連續兩年成為NCAA第一級別助攻王。2014年3月1日，布里克曼在大學生涯最終戰送出12次助攻，大學生涯累計1009次助攻，為NCAA第一級別歷史上第四位大學生涯突破千次助攻大關的球員，並且以賽季場均11.3分、10助攻成為NCAA第二位單季得分與助攻上雙的球員。

## 職業生涯

### 歐洲
2014年6月布里克曼與俄罗斯篮球超级联赛莫斯科發電機簽下一份兩年合約，第三年為球隊選擇權。2014年11月莫斯科發電機宣布經雙方同意終止了與布里克曼的合約，布里克曼出賽8場，場均貢獻2分、2.8助攻。2015年1月布里克曼與拜羅伊特完成簽約。2015年4月布里克曼離開拜羅伊特，留下出賽11場，場均7.5分、4.8助攻的表現。

### 馬來西亞
2015年9月布里克曼加盟東南亞職業籃球聯賽西港馬來西亞猛龍。布里克曼場均可為西港馬來西亞猛龍貢獻13.2分、5.6籃板、10.7助攻。2016年3月西港馬來西亞猛龍奪下首座ABL總冠軍，布里克曼則獲選總冠軍賽MVP。

### 泰國
2016-17賽季起布里克曼轉戰泰國籃球聯賽莫諾吸血鬼，2017-18賽季隨著莫諾吸血鬼重返東南亞職業籃球聯賽（ABL）賽場。2018年11月布里克曼ABL生涯助攻數達到577次，超越Froilan Baguion成為ABL總助攻王。2019年1月布里克曼離開莫諾吸血鬼。2019年泰國籃球超級聯賽布里克曼代表高科技參賽，場均可挹注11.5分、8.8助攻、3.9籃板、1.8抄截。

### 菲律賓
布里克曼曾代表Mighty Sports參加過2016年威廉瓊斯盃國際籃球邀請賽和魚尾獅盃（Merlion Cup）籃球賽、2019年杜拜國際籃球錦標賽（Dubai International Basketball Championship）和威廉瓊斯盃國際籃球邀請賽。
2025年1月8日，Strong Group Athletics宣布布里克曼加入球隊參加1月24日至2月2日舉行的杜拜國際籃球錦標賽。6月28日，Strong Group Athletics宣布威廉瓊斯盃國際籃球邀請賽陣容名單，名單當中包含布里克曼。

#### ABL
2019年10月，布里克曼以本土球員身分加盟東南亞職業籃球聯賽菲律賓火焰。布里克曼在季中夭折賽季以45%投籃命中率繳出場均8.9分、9.1助攻、4.1籃板、1.1抄截的表現。

#### PBA
2016年12月，布里克曼在PBA發展聯盟選秀第四輪獲得坦德威白色蘭姆酒大師青睞。
2022年4月26日，菲律賓媒體報導表示11月19日將滿31歲的布里克曼與高雄全家海神簽下一份三年合約，意味著布里克曼會缺席於5月15日舉行的菲律賓籃球協會（PBA）選秀，同時PBA從2022年開始實施未來30歲以上菲裔美籍球員不再具備參加選秀資格。在PBA取消選秀的年齡限制後，2025年1月布里克曼表示有意投入當年度PBA選秀。

#### MPBL
2025年3月，布里克曼效力Maharlika Pilipinas Basketball League球隊Abra Solid North Weavers。

### 臺灣
2021年9月24日，亞洲外籍球員布里克曼加盟T1聯盟高雄海神，中文登錄名為「布銳克曼」。2022年1月6日，布里克曼獲選為2021-22賽季12月最佳外援。5月21日，布里克曼獲得T1聯盟2021-22賽季助攻王。6月4日，高雄全家海神以3比0奪下2021-22賽季T1聯盟總冠軍。7月2日，布里克曼入選2021-22賽季年度第一隊。7月4日，布里克曼獲得2021-22賽季年度最佳外援。
2022年7月21日，高雄全家海神宣布與布里克曼完成續約。12月11日，布里克曼在對戰臺南台鋼獵鷹的比賽中繳出22分、10籃板、13助攻的大三元表現。12月18日，布里克曼在迎戰桃園永豐雲豹的比賽中繳出19分、12籃板、11助攻的大三元表現。12月28日，T1聯盟宣布從12月31日起取消第三類規範球員。2023年3月26日，布里克曼在對戰桃園永豐雲豹的比賽中繳出21分、10籃板、13助攻的大三元表現。5月11日，布里克曼2022-23賽季蟬聯年度第一隊。
2023年8月5日，高雄全家海神宣布與布里克曼完成續約。12月23日，布里克曼在對戰臺北戰神的比賽中繳出31分、12籃板、16助攻的大三元表現。2023年12月布里克曼繳出場均19.4分、14.6助攻、6.9籃板、2.5抄截的表現，在2024年1月9日獲選T1聯盟2023-24賽季12月最佳外援。2024年1月14日，布里克曼在對戰新北中信特攻的比賽中繳出24分、10籃板、11助攻的大三元表現。2月布里克曼左腳遭逢瓊斯骨折。2023-24賽季布里克曼以場均12.7助攻的表現拿下助攻王。
2024年12月18日，高雄全家海神宣布布里克曼因個人生涯考量提前終止合約，4年期間繳出場均15分、5.7籃板、10.4 助攻、2抄截的表現。

## 外部連結
- 贾森·布里克曼的Facebook專頁
- 贾森·布里克曼的Instagram帳戶
- 贾森·布里克曼的X（前Twitter）
- 贾森·布里克曼在fiba.basketball（英语）
- 贾森·布里克曼在fiba.basketball（英语）
- 贾森·布里克曼在德國籃球甲級聯賽官網（德语）
- 贾森·布里克曼在台灣職業籃球大聯盟官網
- 贾森·布里克曼在Sports-Reference.com（NCAA）（英语）
- 贾森·布里克曼在Eurobasket.com（球員）（英语）
- 贾森·布里克曼在Proballers（英语）
- 贾森·布里克曼在RealGM（英语）
- 贾森·布里克曼在Flashscore（英语）